# 1899 în literatură
- 1898 în literatură — 1899 în literatură — 1900 în literatură

Anul 1899 în literatură a implicat o serie de noi cărți semnificative. 

## Evenimente
- Apare Istoria Bucureștilor a lui Gh. Ionescu-Gion
- George Bacovia debutează în revista "Literatorul" din București cu poezia Și toate, sub semnătura V. George
- Edgar Rice Burroughs începe lucru în mediul de afaceri al tatălui său.
- Rainer Maria Rilke călătorește la Moscova pentru a se întâlni cu Lev Tolstoi.
- William Butler Yeats, Augusta, Lady Gregory, George Moore și Edward Martyn înființează Teatrul Literaturii Irlandeze

## Cărți noi
- Anna Adolph - Arqtiq
- Machado de Assis - Dom Casmurro

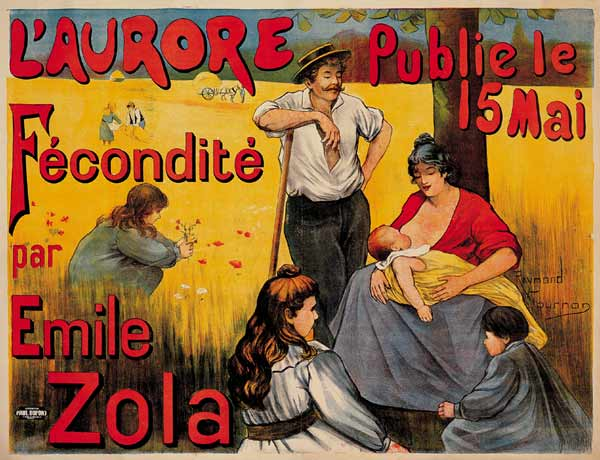
Raymond Tournon, poster creat pentru publicarea romanului Fécondité în foileton în L'Aurore, 1899.

- L. Frank Baum - Father Goose: His Book
- René Bazin - La terre qui meurt
- René Boylesve - Demoiselle Cloque
- Mary Elizabeth Braddon - His Darling Sin
- Rhoda Broughton - The Game and the Candle
- Charles Waddell Chesnutt - The Conjure Woman
- Mary Cholmondeley - Red Pottage
- Kate Chopin - The Awakening
- Ralph Connor - The Sky Pilot
- Margaret Deland - Old Chester Tales
- Géza Gárdonyi - Eclipse of the Crescent Moon
- Maxim Gorky - Foma Gordyeeff
- G. A. Henty - The Golden Canon
- Henry James - The Awkward Age
- Octave Mirbeau - The Torture Garden
- Arthur Morrison - To London Town
- Frank Norris
  - Blix
  - McTeague
- Leo Tolstoi - Înviere
- Émile Zola - Fécondité
- George Paston - A Writer of Books

## Teatru
- Anton Cehov - Unchiul Vania (premiera în 1900)
- Leon Kobrin - Minna or, The Ruined Family from Downtown
- Premiera piesei istorice "Cezar și Cleopatra" de George Bernard Shaw

## Poezie
- Stéphane Mallarmé - Poésies (publicate postum)

## Non-ficțiune
- Qasim Amin - The Liberation of Women.
- Edward Bernstein - Evolutionary Socialism.
- Percy Dearmer - The Parson's Handbook.
- John Dewey - The School and Society.
- Elbert Hubbard - A Message to Garcia.

## Nașteri
- 17 ianuarie- Nevil Shute, romancier
- 12 februarie- Isac Peltz, scriitor român (d. 1980)
- 13 februarie- Miyamoto Yuriko, scriitoare japoneză (d. 1951)
- 23 februarie - Erich Kästner, autor de literatură pentru copii
- 14 martie- Mircea Damian, autor român (d. 1948)
- 25 martie- Jacques Audiberti (d. 1965)
- 12 aprilie- Tudor Teodorescu-Braniște, scriitor român (d. 1969)
- 22 aprilie- Vladimir Nabokov, scriitor de origine rusă (d. 1977)
- 8 mai -Friedrich Hayek, lucrări despre științele sociale
- 24 mai - Henri Michaux, poet, scriitor și pictor francez (d. 1984)
- 6 iunie - Franz Liebhard, poet român (d. 1989)
- 14 iunie - Yasunari Kawabata, romancier japonez, laureat al Premiului Nobel pentru Literatură (d. 1972)
- 19 iunie - George Călinescu, critic, istoric literar, scriitor, publicist, membru al Academiei Române (d. 1965)
- 21 iulie - Ernest Hemingway, scriitor american (d. 1961)
- 21 iulie - Hart Crane, poet (d. 1932)
- 24 august - Jorge Luis Borges, scriitor argentinian (d. 1986)
- 24 august - C. S. Forester, autor de romane de aventuri (d. 1966)
- 19 octombrie - Miguel Ángel Asturias, scriitor guatemalez (d. 1974)
- 16 decembrie - Noel Coward, dramaturg (d. 1973)
- 18 decembrie - Peter Wessel Zapffe, filozof (d. 1990)

## Decese
- 10 februarie - Archibald Lampman, poet
- 16 martie - Alexander Balloch Grosart, editor literar
- 1 mai - Ludwig Büchner, filozof
- 16 mai - Francisque Sarcey, jurnalist și critic de teatru
- 7 iunie - Augustin Daly, dramaturg și manager de teatru
- 30 iunie - E. D. E. N. Southworth, roman
- 18 iulie - Horatio Alger, Jr.
- 29 august - Catharine Parr Traill, autor, născut englez, a scris "Canadiana"
- 1 octombrie: Anton Bacalbașa, autor român (n. 1865)
- 25 octombrie - Grant Allen, autor
- 13 noiembrie - Arthur Giry, istoric
- 22 decembrie - Dwight L. Moody, predicator și editor
- dată necunoscută
  - Anna Swanwick, scriitoare despre curentul feminist
  - Vendela Hebbe, jurnalist, scriitor, romancier.